# Максимов Володимир Омелянович
Володимир Омелянович Максимов (справжнє ім'я — Лев Олексійович Самсонов; 27 листопада 1930, Москва - 26 березня 1995, Париж) — російський прозаїк, драматург і публіцист, редактор журналу « Континент ». Дисидент. Член французького ПЕН-клубу (1973).

## Біографія
Народився в Москві в сім'ї робітника, Олексія Михайловича Самсонова, робітничого саліцилового заводу в Сокільниках. Мати, Федосья Савеліївна була службовцем комунгоспу. Переконаний троцькіст, Олексій Самсонов провів у таборах та засланнях аж до 1939 року. У перші дні війни пішов добровольцем на фронт, де невдовзі й загинув. Шкільні канікули Максимов проводив у свого улюбленого діда, залізничника Савелія Онуфрійовича Міхєєва, у місті Вузлова Тульської області. Закінчивши лише чотири класи 393-ї московської загальноосвітньої школи, Максимов тікає з дому. За його словами, від крайньої домашньої бідності та під впливом прочитаного. Його улюблені письменники на той час Максим Горький і Джек Лондон . Він безпритульний з короткими перебуваннями в дитприймачах ( Слов'янськ, Кутаїсі, Тбілісі, Ашхабад, Ташкент ) і колоніях (та сама географія), звідки, як правило, йому вдається благополучно бігти. При цьому, по можливості, йому доводиться змінювати документи, щоб уникнути затримання. Саме так Лев Самсонов стає Володимиром Максимовим  .
Після звільнення 1951 року жив на Кубані, де вперше почав публікуватися в газетах. Випустив збірку віршів «Покоління на годиннику» (Черкеськ, 1956)  .

### Родина
- батько Самсонов Олексій Михайлович (1901-1941), народився в буд. Сичівка Вузловського району Тульської губернії
- мати Самсонова Федосья Савеліївна (1900-1956), народилася в Вузловій Тульській губернії
- сестра отця Самсонова Марія Михайлівна (1911—1995), родом із села Сичівка Вузловського району Тульської губернії, заміжня ніколи не була, іншої сім'ї, крім родини свого брата ніколи не мала
- старша сестра Ніна, померла 1940 року в Москві
- молодша сестра Катерина Брейтбарт-Самсонова (1941, Москва - 2020, США); з 1986 по 1996 р. головний редактор журналу " Грані ", з 1991 по 1994 р. директор видавництва « Посів »
- вдова - Тетяна Вікторівна (1945, Москва), живе у Франції.
- онука Максимова Оксана Олександрівна (1977 р., народилася та проживає в місті Краснодарі) від дочки Тетяни, народженої у першому шлюбі.

### Творчість
Після повернення до Москви ( 1956 ) займається різноманітною літературною роботою. Перший значний твір - "Ми обживаємо землю" (збірка " Тарусські сторінки ", 1961 ). Написана раніше повість «Жива людина» була надрукована в журналі « Жовтень » у 1962 році, потім вийшла «Балада про Саву» ( 1964 ) та інші твори.
У 1963 році був прийнятий до Спілки радянських письменників . Член редколегії журналу "Жовтень" (жовтень 1967 - серпень 1968).
Романи «Карантин» та «Сім днів творіння», не прийняті жодним видавництвом, широко ходили у самвидаві . За ці романи їх автор був виключений із Спілки письменників (червень 1973), поміщений до психіатричної лікарні.
1974 року Максимов був змушений емігрувати. Жив у Парижі . У 1975 році був позбавлений громадянства СРСР.
У 1974 році Максимов заснував щоквартальний літературний, політичний та релігійний журнал « Континент », головним редактором якого залишався до 1992 року . Був виконавчим директором міжнародної антикомуністичної організації " Інтернаціонал опору "  .
В еміграції написані «Ковчег для непроханих» (1976), «Прощання з нізвідки» (1974—1982), « Зазирнути у прірву » (1986) — про життя адмірала Колчака, «Кочування до смерті» (1994) та інші.

Написав також п'єси: «Хто боїться Рея Бредбері ?» (1988), « Берлін під кінець ночі» (1991), «Там, далеко за рікою…» (1991), «Де на тебе чекають, ангел?» ("Континент", № 75, 1993) "Борськ - станція прикордонна" ("Континент", № 84, 1995)  .
Максимов писав неврівноважено, жорстко. Часто змінюються місце та час дії, так само як і долі оповідання; зокрема, взаємодоповнюючи один одного, набувають всеосяжно-епічного характеру. Проза Максимова переконує проривами самобутнього природного мовного таланту реальне життя нижчих верств радянського суспільства, болісно знайому йому з власного досвіду, і навіть сильним почуттям моральної відповідальності письменника-патріота  .
У 1992—1995 роках, перебуваючи на еміграції, регулярно публікувався у російській газеті « Правда » з великими публіцистичними нарисами, у яких критикував реформи Єльцина  .
На початку 1995 року у Володимира Максимова було виявлено онкологічну поразку хребця шийного відділу. Незважаючи на проведену в Парижі хірургічну операцію, зупинити розвиток хвороби не вдалося, і 26 березня 1995 письменник пішов з життя.

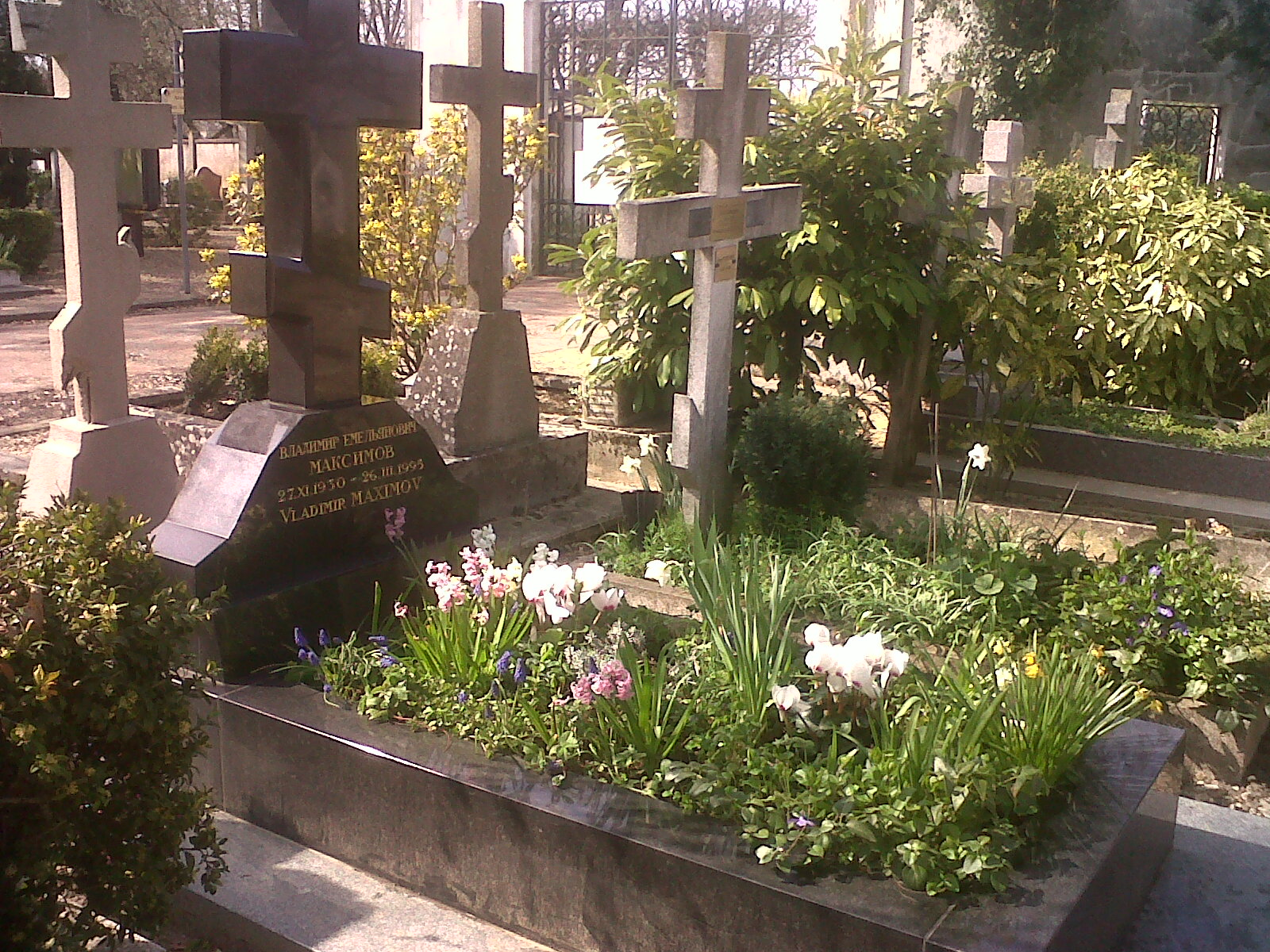

Похований на російському цвинтарі Сент-Женев'єв-де-Буа .

## Фрази
- «А може, краще було б, щоби Достоєвський був у швейцарців? А в нас натомість щоб було нормальне життя » [9] .